# Операция „Плъндър“
Операция „Плъндър“ е военна операция за прекосяване на Рейн през нощта на 23 март 1945 г. Извършена е от 21-ва армейска група под командването на фелдмаршал Бърнард Монтгомъри. Пресичането на реката е осъществено при Рийс, Везел и на юг от река Липе от британската 2-ра армия под командването на генерал-лейтенант сър Майлс Демпси и 9-а армия на САЩ под командването на генерал-лейтенант Уилям Симпсън.
1-ва съюзническа военно-десантна армия провежда операция „Версити“ на източния бряг на Рейн в подкрепа на операция „Плъндър“ в състав от XVIII въздушно-десантен корпус на САЩ, британската 6-а и американската 17-а въздушна дивизия.